# Elaeocarpus forbesii
Elaeocarpus forbesii är en tvåhjärtbladig växtart. Elaeocarpus forbesii ingår i släktet Elaeocarpus och familjen Elaeocarpaceae.

## Underarter
Arten delas in i följande underarter:
- E. f. forbesii
- E. f. ridsdalei